# Augustin Daniel Belliard
Augustin Daniel Belliard, född 23 mars 1769, död 28 januari 1832, var en fransk greve och militär.

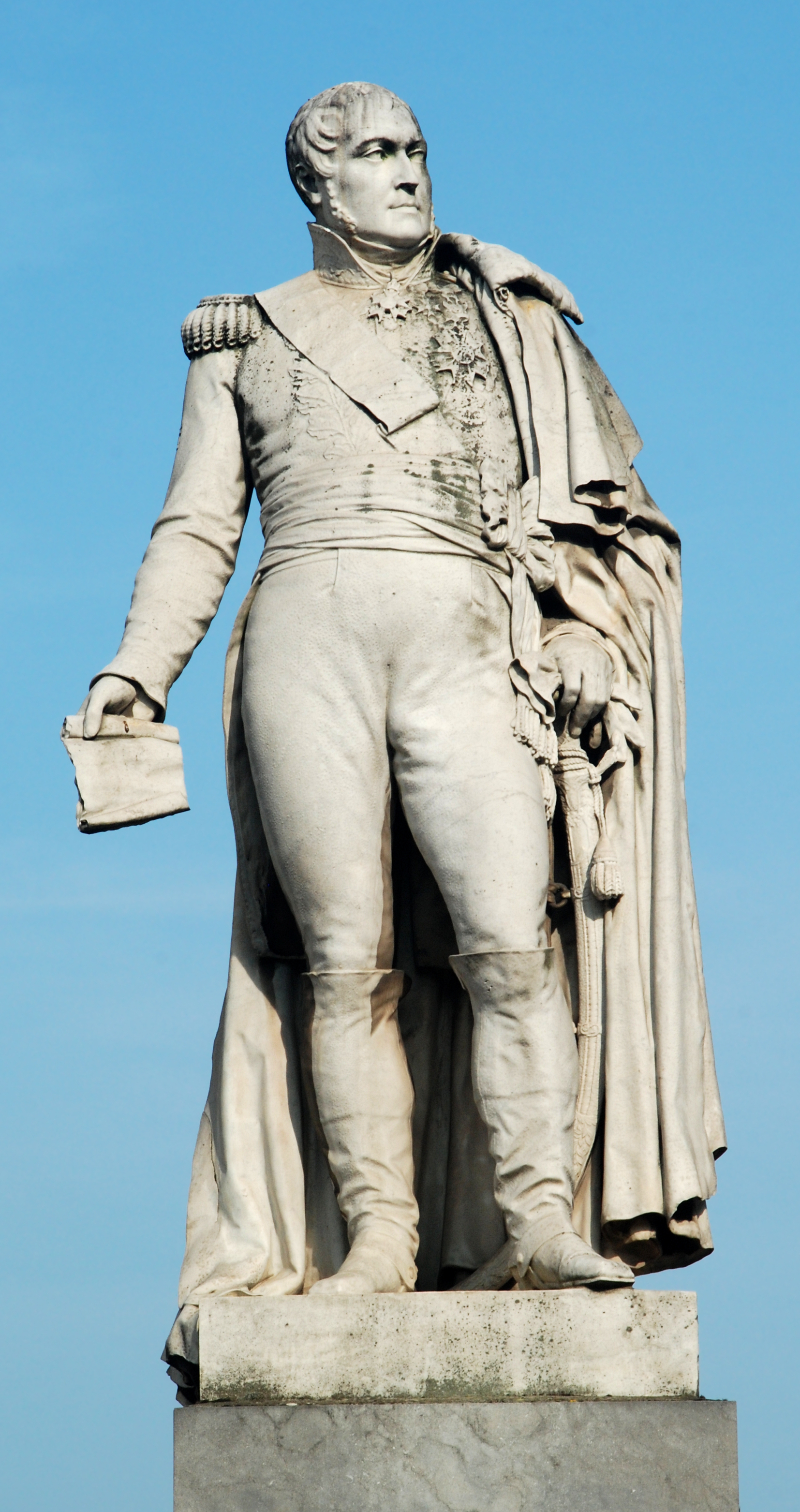
Staty av general Belliard i Bryssel (Guillaume Geefs, 1838).

Belliard var Charles François Dumouriez' stabschef och degraderades efter dennes förräderi men återvann snart sin grad och utmärkte sig särskilt i Italien 1796–97 och i Egypten, där han tappert försvarade Kairo och kapitulerade endast mot fritt avtåg till Frankrike (1801). Han deltog i nästan alla kejsardömets fälttåg och blev 1814 generalöverste för gardeskavalleriet. Samma år hyllade Belliard Ludvig XVIII och blev pär av Frankrike, men övergick 1815 åter till Napoleon I. Han arresterades och avsattes därför efter dennes fall men togs 1819 åter till nåder. 1831 skickades Belliard som sändebud till Belgien och undertecknade fördraget om dess självständighet. Hans memoarer utgavs 1842.